# 김형일 (프로듀서)
김형일(1965년 2월 15일 ~ )은 KBS 드라마본부의 프로듀서이다.

## 방송
- 2001년 KBS2 단막극 《드라마시티 - 슬픈 하와이》 ... 연출
- 2002년 ~ 2003년 KBS1 대하드라마 《제국의 아침》 ... 공동연출
- 2004년 KBS2 월화 미니시리즈 《구미호 외전》 ... 연출
- 2005년 KBS2 아침 일일연속극 《위험한 사랑》 ... 연출
- 2007년 KBS1 TV 문학관 《난장이가 쏘아올린 작은 공》 ... 연출
- 2008년 KBS1 저녁 일일연속극 《너는 내 운명》 ... 책임프로듀서
- 2009년 KBS2 TV 문학관 《언니의 폐경》 ... 연출
- 2009년 KBS2 월화 특별기획 드라마 《꽃보다 남자》 ... 책임프로듀서
- 2009년 KBS2 주말연속극 《솔약국집 아들들》 ... 책임프로듀서
- 2010년 KBS2 월화 미니시리즈 《공부의 신》 ... 책임프로듀서
- 2010년 KBS2 주말 특별기획 드라마 《전우》 ... 기획
- 2010년 KBS2 수목 특별기획 드라마 《프레지던트》 ... 연출
- 2020년 KBS1 저녁 일일연속극 《기막힌 유산》 ... 연출
- 2021년 ~ 2022년 KBS1 주말 특별기획 대하드라마 《태종 이방원》 ... 공동연출
- 2023년 KBS2 주말연속극 《효심이네 각자도생》 ... 연출

## 경력
- 1993년 1월 ~ 2004년 7월 KBS 제작본부 드라마제작국 PD
- 2004년 8월 ~ 2005년 12월 KBS TV제작본부 드라마2팀 PD
- 2006년 1월 ~ 2007년 KBS HDTV문학관 100선 프로젝트팀 PD
- 2008년 ~ 2014년 7월 KBS TV제작본부 HDTV문학관 100선 프로젝트팀 PD, KBS 드라마1팀 PD
- 2014년 8월 ~ 2016년 KBS TV본부 드라마국 CP
- 2017년 ~ 2018년 KBS 방송본부 2TV사업국 2TV제작투자담당 부장급

## 학력
- 대동고등학교
- 서울대학교 법학과 학사